# Марк Педуцей Присцин
Марк Педуцей Присцин (лат. Marcus Peducaeus Priscinus) — римский государственный деятель начала II века.
Его отцом был консул 93 года Квинт Педуцей Присцин. В 110 году Присцин занимал должность ординарного консула вместе с Сервием Корнелием Сципионом Сальвидиеном Орфитом. В 124/125 году он был проконсулом Азии.
Его сыном был консул 141 года Марк Педуцей Стлога Присцин.